# 後溪土司遺址
後溪土司遺址位於重慶市酉陽縣後溪鎮後溪村二社，文物遺址年代為明、清，2009年12月15日列為第二批重慶市文物保護單位。